# 오타 히로카즈
오타 히로카즈(일본어: 太田 裕和, 1971년 4월 10일 ~ )는 일본의 전 축구 선수이다.

## 구단 경력
1994년 J1리그의 벨마레 히라쓰카에 입단했다. 1996년부터 1998년까지 코스모 석유 욧카이치, 블레이즈 구마모토, 알비렉스 니가타에서 뛰었다. 1998년후 현역 은퇴.